# Una romantica avventura (brano musicale)
Una romantica avventura è un brano musicale della cantante italiana Lina Termini, pubblicato nel 1940 da Cetra.

## Il brano
Una romantica avventura, composto dal maestro Alessandro Cicognini con il testo di Gian Bistolfi, è il tema principale della colonna sonora dell'omonimo film di Mario Camerini con Assia Noris e Gino Cervi, che partecipò alla selezione italiana dell'8ª Mostra del cinema di Venezia.
Il brano è stato pubblicato nel 78 giri a 25 cmUna romantica avventura/Macariolita nel 1940 (Cetra, IT 869); la canzone sul retro era interpretato da Ernesto Bonino.
Questo disco venne ristampato nel 1942 (DD 10013).
Una romantica avventura venne anche ripubblicato nel 1941 dalla stessa casa discografica  nel 78 giri DC 4160 Una romantica avventura/Fammi sognare con un retro diverso, interpretato sempre da Lina Termini.
Il brano Una romantica avventura è inoltre stato ristampato nel 1970 all'interno nella compilation su EP 7" La Canzone Italiana - N° 9, edito dai Fratelli Fabbri Editori all'interno della collana omonima.

## Cover (parziale)
- Antonella Ruggiero ha interpretato una cover di Una romantica avventura nel 2014 nel disco I capolavori di Alessandro Cicognini di Davide Cavuti. Questa versione, cantata durante il Festival Alessandro Cicognini del 2014, è presente nella colonna sonora del film-documentario Un'avventura romantica (2016) di Davide Cavuti.